# スイート・マグノリアス
『スイート・マグノリアス』（原題: Sweet Magnolias）は、2020年から配信されているアメリカ合衆国のテレビドラマシリーズ。サウスカロライナ州の田舎町に住む3人の女性を描くロマンスドラマ。シェリル・ウッズの同名小説を原作に、シェリル・J・アンダーソンが制作、ジョアンナ・ガルシア、ヘザー・ヘッドリー、ブルック・エリオットらが出演した。2020年5月19日、Netflixが全世界に配信した。

## あらすじ
舞台はサウスカロライナ州の田舎町セレニティ。生涯の親友であるマディ、ヘレン、ダナは、恋愛・仕事・家族と、悩みの尽きない日々を支え合って生きている。そんな中、３人の子育てに忙しいマディは、夫に浮気され新たな道を歩み始める。

## キャスト

### メイン
マディ・タウンゼント
演 - ジョアンナ・ガルシア、日本語吹替 - 高橋理恵子
最近離婚した女性。タイラー、カイル、ケイティの母。
ダナ・スー・サリバン
演 - ブルック・エリオット、日本語吹替 - 水瀬郁
マディの親友。料理長。アニーの母。
ヘレン・ディケーター
演 - ヘザー・ヘッドリー、日本語吹替 - 藤本喜久子
マディの親友。弁護士。
カイル・タウンゼント
演 - ローガン・アレン、日本語吹替 - 大塚剛央
マディーの次男。
アニー・サリバン
演 - アンリーズ・ジャッジ、日本語吹替 - 胡麻鶴彩
ダナ・スーの娘。
タイラー・タウンゼント
演 - カーソン・ローランド、日本語吹替 - 宮崎遊
マディの長男。野球チームのエース。
カル・マドックス
演 - ジャスティン・ブルーニング、日本語吹替 - 早志勇紀
タイラーの野球チームの監督。元プロ野球選手。
ビル・タウンゼント
演 - クリス・クライン、日本語吹替 - 水内清光
マディの元夫。医者。
ノーリーン・フィッツギボンズ
演 - ジェイミー・リン・スピアーズ、日本語吹替 - 田野アサミ
ビルの浮気相手。妊娠しビルと婚約している。

## エピソード
| 通算 話数 | タイトル                                           | 監督                 | 脚本               | 公開日        |
| --------- | -------------------------------------------------- | -------------------- | ------------------ | ------------- |
| 1         | "マルガリータとこぼれる本音" "Pour It Out"         | Norman Buckley       | Sheryl J. Anderson | 2020年5月19日 |
| 2         | "共同戦線" "A United Front"                        | Norman Buckley       | Shelley Meals      | 2020年5月19日 |
| 3         | "渇く者に水を" "Give Drink to the Thirsty"         | ケリー・ウィリアムズ | Anthony Epling     | 2020年5月19日 |
| 4         | "心の重荷をおろすとき" "Lay It All Down"           | ケリー・ウィリアムズ | Francesca Butler   | 2020年5月19日 |
| 5         | "気持ちのままに" "Dance First, Think Later"        | Norman Buckley       | Caron Tschampion   | 2020年5月19日 |
| 6         | "裏目にでた善意" "All Best Intentions"             | Norman Buckley       | Shelley Meals      | 2020年5月19日 |
| 7         | "この手をとって" "Hold My Hand"                    | Laura Nisbet Peters  | Anthony Epling     | 2020年5月19日 |
| 8         | "人間は愚かな生き物" "What Fools These Mortals Be" | Laura Nisbet Peters  | Francesca Butler   | 2020年5月19日 |
| 9         | "いるべき場所" "Where You Find Me"                 | Norman Buckley       | Caron Tschampion   | 2020年5月19日 |
| 10        | "嵐と虹" "Storms and Rainbows"                     | Norman Buckley       | Sheryl J. Anderson | 2020年5月19日 |

## 製作
2018年9月27日、Netflixは本作の製作を決定した。シェリル・ウッズの『Sweet Magnolias』の書籍シリーズが原作で、エグゼクティブ・プロデューサーにはシェリル・ウッズ、シェリル・J・アンダーソン、ダン・ポールソンが名を連ね、シェリル・J・アンダーソンがショーランナーを務めた。2019年7月8日、ジョージア州コビントンで撮影が開始された。

## 評価

### 批評
本作は批評集積サイトのRotten Tomatoesに8件のレビューがあり、批評家支持率は75%、平均点は10点満点で6.4点となっている。